# Jenjira Pongpas
Jenjira Pongpas (in thailandese เจนจิรา จันทร์สุดา; Nong Khai, 1958) è un'attrice thailandese.
Nota artisticamente anche come Jenjira Jansuda e Jenjira Pongpas Widner, è l'attrice preferita del regista thailandese Apichatpong Weerasethakul.

## Biografia
Nata a Nong Khai nel 1958, Pongpas crebbe studiando la creazione e il cucito di fiori fatti a mano. Dopo aver frequentato il Nongkhai Technical College, si trasferisce con il fidanzato nella provincia di Ratchaburi: i due si sposano e hanno due figli, ma lui la maltratta. Dopo dieci anni, Pongpas riesce a fuggire con i figli e torna nella sua città natale.
In seguito, lascia i figli dai nonni e parte per Bangkok in cerca di un'occupazione: lavorerà come caddie e governante prima di aprire il suo negozio di cucito. La sua carriera cinematografica inizia nei primi anni 2000, dove recita in spot pubblicitari e in alcuni lungometraggi ricoprendo ruoli secondari, come quello della serva nel film di Nonzee Nimibutr Jan Dara. 
Nel 2002 inizia a lavorare con il regista Apichatpong Weerasethakul: Pongpas diventa una delle attrici principali del film Sud sanaeha, vincitore nella sezione Un Certain Regard del 55º Festival di Cannes. L'anno successivo ebbe un incidente in moto che le fece rimanere paralizzata una gamba: a causa di ciò, decise di interrompere la sua carriera di attrice. Tuttavia, Weerasethakul riuscì a farle cambiare idea, e Pongpas tornò a lavorare con lui.
Nel 2010 veste il ruolo di Jen nel film di Weerasethakul Lo zio Boonmee che si ricorda le vite precedenti, vincitore della Palma d'oro al 63º Festival di Cannes.

## Filmografia

### Lungometraggi
- Jan Dara - L'oppio dei sensi (Chan Dara), regia di Nonzee Nimibutr (2001)
- Sut saneha, regia di Apichatpong Weerasethakul (2002)
- Huachai thanong, regia di Apichatpong Weerasethakul e Michael Shaowanasai (2003)
- Saeng satawat, regia di Apichatpong Weerasethakul (2006)
- Lo zio Boonmee che si ricorda le vite precedenti (Lung Bunmi raluek chat), regia di Apichatpong Weerasethakul (2010)
- Rak ti Khon Kaen, regia di Apichatpong Weerasethakul (2015)

### Mediometraggi
- Mekong Hotel, regia di Apichatpong Weerasethakul (2012)

### Cortometraggi
- Luminous People, presente nel film collettivo O Estado do Mundo, regia di Apichatpong Weerasethakul (2007)
- Blue, regia di Apichatpong Weerasethakul (2018)